# کیدز کامپانی
کیدز کمپانی (در انگلیسی: Kidsco) یا کمپانی کودکان یک بنیاد نیکوکاری است که مقر آن در کشور انگلستان قرار دارد و توسط کامیلا باتمانقلیچ در سال ۱۹۹۶ میلادی تأسیس شد. این بنیاد نیکوکاری بیش از یازده هزار کودک یتیم را تحت پوشش خود دارد.